# Eriocaulon tricornum
Eriocaulon tricornum là một loài thực vật có hoa trong họ Eriocaulaceae. Loài này được G.J.Leach mô tả khoa học đầu tiên năm 2000.